# Мисюриха (Бутурлинський район)
Мисюриха (рос. Мисюриха) — село в Бутурлинському районі Нижньогородської області Російської Федерації.
Населення становить 1 особу. Входить до складу муніципального утворення робітниче селище Бутурлино.

## Історія
Від 2009 року входить до складу муніципального утворення робітниче селище Бутурлино.

## Населення
| 2002 | 2010 |
| ---- | ---- |
| 14   | ↘1   |